# Bahnhof Tomikawa
Der Bahnhof Tomikawa (jap. 富川駅, Tomikawa-eki) ist ein ehemaliger Bahnhof auf der japanischen Insel Hokkaidō. Er befindet sich in der Unterpräfektur Hidaka auf dem Gebiet der Stadt Hidaka und war von 1913 bis 2015 in Betrieb.

## Beschreibung

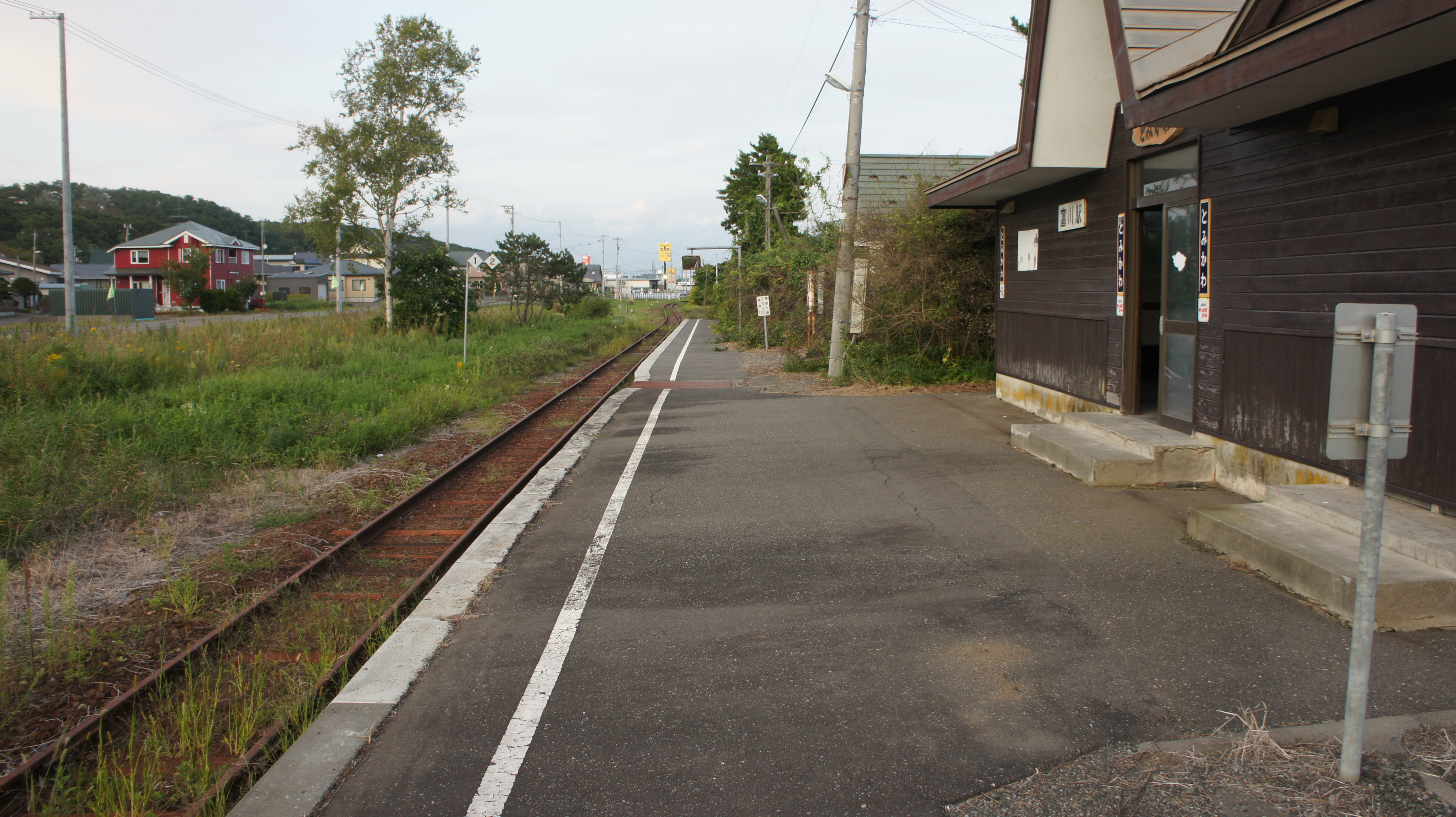
Bahnsteig (September 2017)

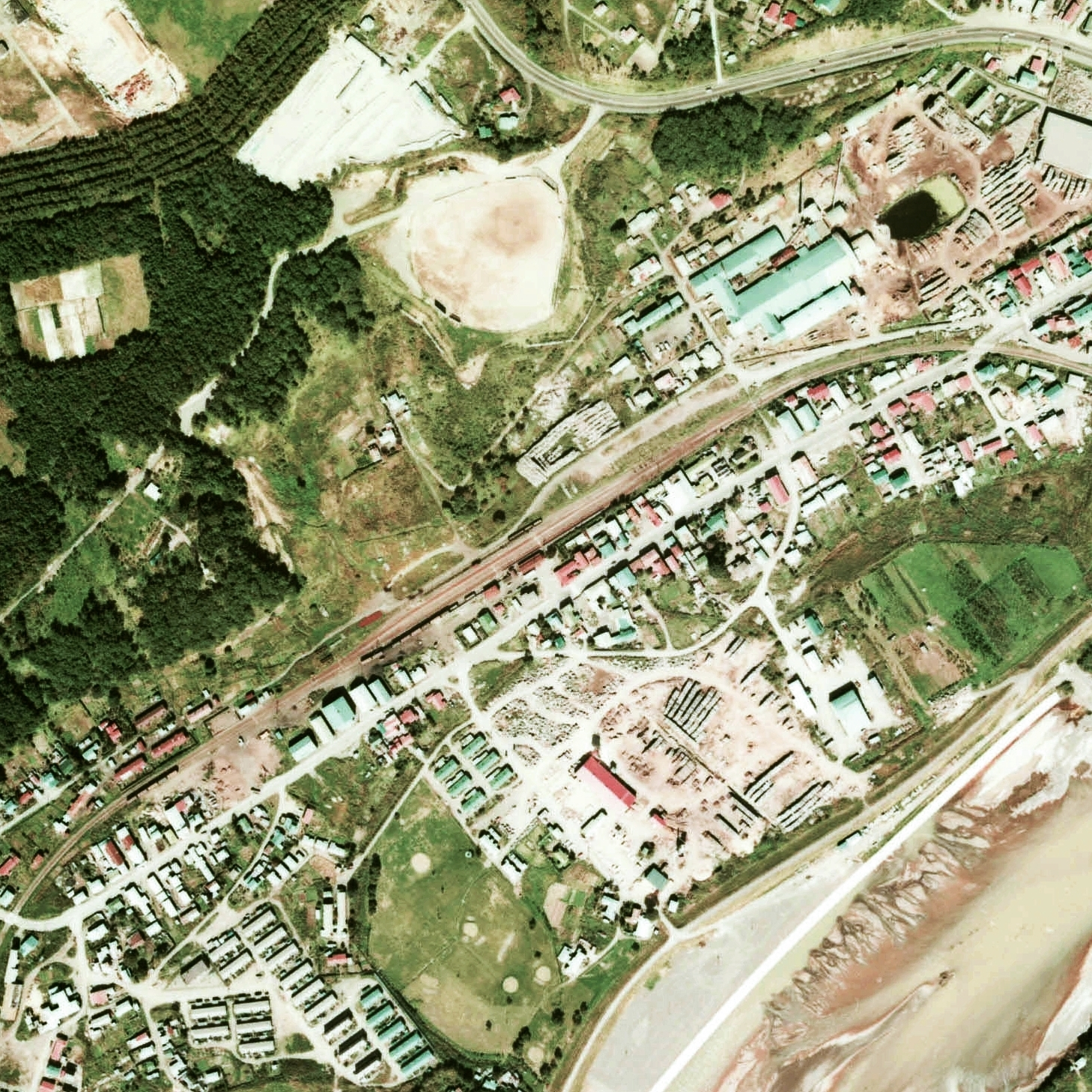
Luftansicht (1975)

Tomikawa war ein Trennungsbahnhof an der Hidaka-Hauptlinie der Bahngesellschaft JR Hokkaido, die von Tomakomai nach Samani führte. Zuletzt war nur noch ein Gleis vorhanden, nachdem das Kreuzungsgleis entfernt worden war. An der Straße vor dem Bahnhof befindet sich eine Bushaltestelle der Gesellschaft Dōnan Bus.

## Geschichte
Zur Versorgung einer Papierfabrik in Tomakomai mit Holz baute der Konzern Ōji Seishi eine Kleinbahn nach Tomikawa. Die am 1. Oktober 1913 eröffnete Strecke der Tomakomai Keibentetsudō (苫小牧軽便鉄道) führte der Küste entlang und hatte eine Spurweite von 762 mm. Eine lokale Gesellschaft, die Saru Tetsudō (沙流鉄道), baute daran anschließend eine weitere Kleinbahn mit derselben Spurweite. Sie wurde am 21. August 1922 eröffnet und führte ins Landesinnere nach Hiratori; zum Einsatz kamen von Pferden gezogene Wagen. Der Bahnhof entwickelte sich zwei Jahre später zu einem kleineren Verkehrsknotenpunkt: Am 6. September 1924 eröffnete die Hidaka Takushoku Tetsudō (日高拓殖鉄道), eine weitere von Ōji Seishi gegründete Gesellschaft, die Strecke von Tomikawa nach Atsuga. Diese war eine Verlängerung der elf Jahre zuvor eröffneten Tomakomai-Kleinbahn.
Nach der Verstaatlichung beider Bahnen von Ōji Seishi im Jahr 1927 erhielt die Strecke entlang der Küste die Bezeichnung Hidaka-Linie, 16 Jahre später benannte man sie in Hidaka-Hauptlinie um. Das Eisenbahnministerium führte in zwei Etappen eine Umspurung auf die übliche Kapspur (1067 mm) durch: Am 26. November 1929 von Tomakomai bis Tomikawa und am 10. November 1931 weiter in südöstlicher Richtung. Mit der Stilllegung der Saru Tetsudō am 11. Dezember 1952 wandelte sich Tomikawa von einem Spurwechselbahnhof zu einem gewöhnlichen Durchgangsbahnhof.
Von 1959 bis 1986 bot die Japanische Staatsbahn Schnellzüge von Sapporo nach Samani mit Halt in Tomikawa an. Am 15. November 1982 stellte sie den Güterumschlag ein, am 1. Februar 1984 auch die Gepäckaufgabe. Im Rahmen der Staatsbahnprivatisierung ging der Bahnhof am 1. April 1987 in den Besitz der neuen Gesellschaft JR Hokkaido über. Ab 8. Januar 2015 war die Hidaka-Hauptlinie südöstlich von Mukawa außer Betrieb, nachdem starke Flutwellen das Gleisbett unterspült und die Schäden die Strecke unpassierbar gemacht hatten. Nach langwierigen Verhandlungen kamen JR Hokkaido und die Gemeinden entlang der Strecke überein, den beschädigten Streckenabschnitt Mukawa–Samani nicht wiederaufzubauen und den Schienenersatzverkehr in eine reguläre Buslinie umzuwandeln. Formell stillgelegt wurde der Bahnhof am 1. April 2021.